# Adbusters Media Foundation
Die Adbusters Media Foundation (englisch Ad(vertisement)busters für „Werbungs-Knacker“) ist eine gemeinnützige, konsumkritische Organisation, die 1989 von Kalle Lasn und Bill Schmalz in Vancouver gegründet wurde. Die Stiftung veröffentlicht die Zeitschrift Adbusters (ISSN 0847-9097), zurzeit mit einer Auflage von 120.000. Diese ist anzeigenfrei und wird von der Leserschaft und den Mitgliedern bzw. Aktivisten getragen. Dem Titel gemäß (adbusters = Leute, die Werbung auffliegen lassen) befasste sie sich anfangs hauptsächlich mit Werbung; zwischenzeitlich wendet sich die Zeitschrift den Auswirkungen des Konsums, sozialen Themen und der internationalen Politik zu. Adbusters hat zahlreiche internationale Kampagnen (englisch „social marketing campaigns“) gestartet, zum Beispiel den „Kauffreien Tag“ (Buy Nothing Day), die „TV-freie Woche“ (TV Turnoff Week) und, mit inzwischen erheblichem Widerhall, die Occupy-Wall-Street-Demonstrationen.
Adbusters druckt zahlreiche, auch kritische, Leserbriefe ab.
Adbusters ist mit ähnlichen Organisationen in anderen Ländern verschwistert, zum Beispiel die L’association Résistance à l’Aggression Publicitaire oder Casseurs de pub in Frankreich, Adbusters Norge in Norwegen, Adbusters Sverige in Schweden und Culture Jammers in Japan.

## Zielsetzung
Das offizielle Programm von Adbusters lautet:
„Wir sind ein weltweites Netzwerk von Künstlern, Aktivisten, Schriftstellern, Schelmen, Studenten, Pädagogen, Erziehern und Unternehmern, die die neue soziale Bewegung des Informationszeitalters voranbringen wollen. Unser Ziel ist der Sturz der bestehenden Machtstrukturen und einen deutlichen Richtungswechsel in unserer Lebensweise im 21. Jahrhundert zu bewirken.“
„Adbusters ist im Grunde eine ökologische Zeitschrift, die die Beziehung zwischen Menschen und der Umwelt, materiell als auch geistig, untersucht.“
Die Organisation kommentiert soziale Trends in den entwickelten Staaten. Ihr Hauptziel ist die Verminderung des Einflusses wie auch der Vorherrschaft der Werbung und des Konsums.
„Wir werden die Weise der Informationsflüsse ändern, wie Institutionen Macht ausüben, wie die Nahrungsmittel-, Mode-, Automobil- und Kulturindustrie den Ton angeben. Vor allem werden wir unseren Umgang mit den Massenmedien ändern und wir werden uns wieder die Weise aneignen, in der zwischen Wichtigem und Unwichtigem in der Gesellschaft unterschieden wird.“
Adbusters’ Einstellung spiegelt Vorstellungen des Situationismus (Situationistische Internationale), des Marxismus und auch der Freudianer wider. Es werden egalitäre und öko-soziale Prinzipien beschrieben.

## Themen

### Die Blackspot-Kampagne
Im Jahre 2004 begann die Media Foundation mit dem Verkauf von „Blackspot“-Schuhen mit dem schwarzen Punkt als „Anti-Markenzeichen“. Das Projekt ist als antikapitalistisches Experiment gedacht. Mit jedem Paar Schuhe wird gleichzeitig ein Anteil an der Schuhgesellschaft erworben, mit dem Recht, über eine Webseite über neue Vorhaben und die Verwendung der Gewinne zu entscheiden. Das bekannteste Produkt ist der Blackspot Freizeitschuh, hergestellt aus organischem Hanf und gebrauchten Autoreifen.
Aus diesem Projekt gingen andere Ideen hervor wie die Blackspot-Musik und Blackspot-Sodawasser, mit dem Ziel, den Wettbewerb mit großen Firmen aufzunehmen, die sie bekämpfen.

### Media Charta
Am 13. September 2004 reichte Adbusters Klage gegen sechs große kanadische Fernsehsender ein, unter ihnen auch gegen CBC/Radio-Canada, weil diese sich weigerten, Adbusters-Spots auszustrahlen. Die meisten Sender begründeten dies mit ihrer Firmenpolitik. Die Klage wird mit der Beschneidung der Meinungsfreiheit begründet, durch die Weigerung der Anstalten, Spots von Adbusters auszustrahlen. Im Falle eines Erfolges vor kanadischen Gerichten will Adbusters möglicherweise auch vor amerikanischen Gerichten klagen, weil auch US-Sender die Ausstrahlung von Adbusters-Spots verweigerten.

### True Cost Economics
Nach Adbusters sind viele Probleme in den entwickelten Ländern auf die Neoklassische Theorie des Wirtschaftens zurückzuführen, die keinen Raum für moralisches Handeln lässt. Adbusters unterstützt daher „True Cost Economics“, die Kostenkalkulation unter Einbeziehung der „wahren“ bzw. aller Kosten, also der Konsequenzen eines Produktes für Mensch und Umwelt. Dies schließt auch die Besteuerung von Produkten ein, die die Umwelt gefährden und die auch für die Menschen als sozial schädlich empfunden werden (Externer Effekt). In einer typischen Konsumgesellschaft werden Verbraucher mit Kosten, wie die Überseeschifffahrt, langfristige Umweltschäden oder Unterbezahlung der Arbeiter nicht belastet. Mit der Besteuerung sollen diese „externen“ und versteckten Kosten in die Kalkulation für ein Produkt einfließen.

### Mentale Umwelt
Das Ur-Anliegen ist die Beschränkung der Ausweitung des Kommerzes in das öffentliche und zunehmend auch in das private Leben hinein. Werbung wird in zunehmendem Maße invasiv und aufdringlich, wie z. B. die Vereinnahmung des öffentlichen Raumes, der Schulen, Wartezimmer, Krankenhäuser, Toiletten, Fahrstühle und vieles andere. Ethische Grenzen werden immer häufiger überschritten. Nach Adbusters vermittelt Werbung ein falsches Machtgefühl, verbreitet sinnlose Werte, spielt jedoch in vielen Kulturen eine große psychologische Rolle. Die Schaffung künstlicher Nachfrage durch Werbung verhindert einen gesunden Geisteszustand und ein sinnvolles Leben.
Darüber hinaus wendet sich die Organisation gegen die Mentalität der Übertreibung, Manipulation, Inszenierung und Desinformation in den öffentlichen Medien und für die Erhaltung eines mentalen Freiraumes ein und ist davon überzeugt, dass die mentale Umwelt der Tragik der Allmende unterliegt (Privatisierung eines Gutes, das der Allgemeinheit gehört, hier also des Freiraumes, der mentalen Umwelt).

### Neo-Luddismus
Bei einer Vielzahl von Gelegenheiten nahm Adbusters Bezug auf den angeblich nahe bevorstehenden Untergang der Menschheit, verursacht durch die Technologie (Luddismus). Die Menschheit sei im Niedergang begriffen und ohne einen tiefgreifenden Wandel gebe es keine Zukunft. Adbusters sieht eine Verbindung zwischen der wachsenden Unzufriedenheit der Menschen, die ihren Ausdruck in der Zunahme von Depressionen findet, und dem technischen Fortschritt. Die wesentlichen Kritikpunkte, die Adbusters gegenüber dem technischen Fortschritt äußert, sind:
- eine zu hohe und daher riskante Entwicklungsgeschwindigkeit,[8]
- eine Entwicklungsrichtung, die schädlich ist,
- eine Entwicklungsrichtung, die kapitalistischen Zwecken dient.[9][10]

Adbusters ist gegen genetisch veränderte Nahrungsmittel und die gegenwärtige Entwicklung in der Agroforstwirtschaft, weil sie der physischen und psychischen Gesundheit schade. Auch Genmanipulation und das Patentrecht auf lebende Organismen wird abgelehnt.
Ein weiteres Anliegen von Adbusters ist die zunehmende Anwendung von Psychopharmaka. Besonders stark kritisiert es die pharmazeutische Industrie, der nicht die Gesundheit der Patienten am Herzen liege, die Regierung, die riskante Medikamente genehmigt, die Ärzte, die zu bereitwillig solche Medikamente verschreiben, und die Patienten, die zu bereitwillig der Medikation nachgeben.

### Krieg
Themen, die in jüngerer Vergangenheit bei Adbusters mehr ins Blickfeld rückten, sind Weltkonflikte, insbesondere der Nahostkonflikt und der Irak-/Afghanistankrieg. Eine ganze Ausgabe der Zeitschrift widmete sich der Frage der Notwendigkeit bzw. Gründe für den Einmarsch in den Irak im Jahre 2003 und eine weitere der Geschichte von Amerikanischen Kriegen.
Nach Auffassung von Adbusters besteht eine Verbindung zwischen Terrorismus und amerikanischer Außenpolitik, die nach ihrer Meinung fehlerhaft ist. Des Weiteren bestünde eine Verbindung zwischen der Außenpolitik eines Landes und dem Lebensstil seiner Bevölkerung.

### Culture jamming
Adbusters wird als Flaggschiff der Culture-Jamming-Bewegung bezeichnet. Insbesondere ist die Zeitschrift durch ihre Culture-Jamming-Aktionen bekannt, wobei im Magazin häufig von Lesern eingesandte Abbildungen von abgeänderten Werbeplakaten oder -sprüchen gedruckt werden. Culture Jamming wird als öffentliche Darstellung der Folgen des Über-Konsums betrachtet. Dabei werden Werbesprüche und -bilder auf pfiffige und kreative Weise abgeändert, so dass sich die Aussage ins Lächerliche oder sogar ins Gegenteil verkehrt. Zu vergleichbaren Aktionen gehören Google-Bomben, Flashmobs und falsche Strafzettel für SUV-Fahrzeuge. Mit Culture Jamming soll ein großer Kontrast zwischen dem Firmenimage und den tatsächlichen Folgen ihrer Politik geschaffen werden. Da es sich um eine Protestform handelt, soll so viel Öffentlichkeit wie möglich hergestellt werden. Adbusters nennt dies „Aktivismus des Hochsickerns“, ermutigt seine Leser zu solchen Aktionen und druckt gute Beispiele ab. Diese Art des Culture Jamming hat ihre Wurzeln in den Aktionen der Situationisten, die anfangs des Artikels bereits Erwähnung fanden, insbesondere in ihrem Konzept des „ins Gegenteil verkehren“ (détournement). Damit ist das „Umdrehen“ von Mitteilungen gemeint, so dass sie abgewandelte Bedeutungen vermitteln. Im Rahmen des Culture Jamming heißt dies, Symbole, Logos und Werbesprüche, insbesondere solche, die als Träger spätkapitalistischer Botschaften verstanden werden, abzuwandeln, häufig in bedeutungsvollem, aber nur geringfügigem Maße, um den „Monolog der herrschenden Ordnung“ (Debord) zu untergraben.

## Kritik
Adbusters wird vorgeworfen, dass sie sich in Stil und Form ähnlich den Medien und Produkten ausdrücken, die es angreift. Dies treffe insbesondere auf das Hochglanzdesign zu, das die Zeitschrift zu teuer macht, und darauf, dass mit dem poppigen Styling eher mittelmäßige Beiträge kaschiert werden sollen. Dies bewahrheitete sich insbesondere bei der Blackspot-Schuh-Kampagne, über die gesagt wird, dass gerade ihre Existenz beweise, dass „kein logisch denkender Mensch an irgend eine Spannung zwischen ‚mainstream’ und ‚alternativer’ Kultur glauben könnte“.
Im 2004 erschienenen Buch The Rebel Sell: Why the culture can't be jammed („Konsumrebellen: Der Mythos der Gegenkultur“) behaupten die Autoren Joseph Heath und Andrew Potter, dass je alternativer und subversiver sich Adbusters gäbe, es umso attraktiver für den Mainstream werde. Konsumenten suchten nach Exklusivität und sozialer Auszeichnung. Adbusters dagegen beschriebe sie als gedankenlose Konformisten. Es wird damit argumentiert, dass der Mainstreammarkt gerade nach dieser Sorte von Individualität suche, die Adbusters propagiert; Unterdrückung sei kein Ziel des Marktes, daher stellte die Lehre von Adbusters „den wahren Geist des Kapitalismus“ dar.
Adbusters geriet auch wegen Antisemitismus in die Kritik. Unter seinen sehr antiisraelischen Beiträgen brachte es einen Artikel, in dem viele Befürworter des Irakkrieges und der Bush-Regierung als Juden identifiziert wurden, und fragte, warum diese Tatsache und die möglichen Auswirkungen auf die Nahostpolitik der USA nicht offen diskutiert wird.
Die Blackspot-Schuhe wurden kritisiert, als sie ursprünglich von gewerkschaftlich unorganisierten Arbeitern in China produziert werden sollten. Nun wird der Schuh von organisierten Arbeitern in Portugal hergestellt.
Schließlich wurde Adbusters in der Vergangenheit wegen seiner pro-kubanischen Haltung kritisiert. In einem Artikel über das kubanische Verhältnis zur amerikanischen Kultur wurde laut Kritik zu sehr die sozialistische Seite vertreten und zu wenig auf die Bedrohung der bürgerlichen Freiheiten in Kuba eingegangen.